# Bamatat
Bamatat (dạng xác định trong tiếng Albania: Bamatati) là một nơi đông dân cư ở quận Vlorë của Albania. Nó là một phần của đô thị Delvinë. Ngôi làng này có người Hồi giáo gốc Albani.